# José Maria Pereira
José Maria Pereira (Senhora dos Remédios, 2 de março de 1958) é um prelado brasileiro da Igreja Católica, desde 2025 é bispo auxiliar da Arquidiocese de São Sebastião do Rio de Janeiro.

## Biografia
Estudou Filosofia no Seminário Diocesano Nossa Senhora do Amor Divino em Petrópolis e Teologia na Escola Teológica da Congregação Benedita no Rio de Janeiro. Obteve a Licenciatura em Direito Canônico pelo Instituto Superior de Direito Canônico do Rio de Janeiro. Também formou-se em Pedagogia pela Universidade Católica de Petrópolis, de 1992 a 1997.
Recebeu a ordenação presbiteral em 7 de dezembro de 1986, sendo incardinado na Diocese de Petrópolis.
No seminário diocesano Nossa Senhora do Amor Divino, em Petrópolis, foi professor de Latim, de 1987 a 1998, e de Metodologia de Ensino e Pesquisa, de 1987 a 2003; Foi vice-reitor, de 1987 a 1989; diretor espiritual, de 1990 até 2004; e seu diretor geral e do educandário diocesano Nossa Senhora do Amor Divino, de 1998 até o momento. Foi reitor do seminário diocesano, de agosto 2013 até dezembro de 2016.
Exerceu os cargos de vigário paroquial da paróquia Sant’Ana da Inconfidência, em Paraíba do Sul , de 1987 a 1989; Administrador paroquial da paróquia de São José do Itamarati, em Petrópolis de 1992 a 1993; Vigário paroquial da paróquia de São José, em São José do Vale do Rio Preto, de 1997 a 1998; Vigário paroquial da paróquia de São José, Itaipava, em Petrópolis, de 2003 a 2004; Administrador paroquial da paróquia de São João Batista, em Posse, de 2005 a 2006; Vigário paroquial da catedral São Pedro de Alcântara de 2007 a 2009; Pároco da paróquia São José de Itaipava, de fevereiro de 2010 a julho de 2013; Vigário paroquial da paróquia Nossa Senhora de Fátima, em Itaipava, em Petrópolis, de dezembro 2016 até fevereiro de 2019; Decano do decanato Nossa Senhora do Amor Divino de março 2010 até agosto de 2013; Assistente espiritual da Equipe de Nossa Senhora de 2008 até 2019 e pároco da paróquia São José do Itamarati de março 2019 até sua nomeação episcopal.
Foi também professor de Teologia (1998 a 2010) e de Direito Canônico (2001 a 2010) da Universidade Católica de Petrópolis. Reitor desta universidade de 2004 a 2007. Foi nomeado membro do Governo da Diocese de 2004 a 2011. Foi organizador e diretor da Escola Diaconal Santo Estevão, de 2007 a 2016.
Na diocese de Petrópolis foi coordenador diocesano de Pastoral Vocacional, de 1987 a 2016; Assistente espiritual do Serra Clube, de 1987 a 2016; Assistente e orientador espiritual do Colégio São Paulo, em Teresópolis, de 1991 a 2000; Diretor espiritual do noviciado das Irmãs Angélicas, em Teresópolis, de 1991 a 2000; Coordenador diocesano de Pastoral da Juventude, de 1990 a 2004; Diretor do Curso de Teologia para Leigos, de 1998 a 2010; Membro do Conselho Presbiteral, de 1993 a 1999; e de 2013 até sua nomeação episcopal.
Em 10 de abril de 2008, o Papa Bento XVI conferiu-lhe o título de "monsenhor", incluindo-o entre seus capelães.
Até sua nomeação episcopal, exerceu o papel de Juiz do Tribunal Eclesiástico Diocesano de Petrópolis (RJ), desde março de 2016; vigário-geral da diocese de Petrópolis e moderador da Cúria Diocesana, desde março de 2019, além de administrador diocesano de dezembro de 2023 a março de 2024.
Em 25 de fevereiro de 2025, o Papa Francisco o nomeou como bispo auxiliar de São Sebastião do Rio de Janeiro, atribuindo a sé titular de Sigus. Recebeu a ordenação episcopal em 12 de abril do mesmo ano, na Catedral de Petrópolis, sendo ordenante principal o cardeal arcebispo de São Sebastião do Rio de Janeiro, Dom Orani Tempesta, O. Cist., coadjuvado por Dom Joel Portella Amado, bispo de Petrópolis, e Dom Gilson Andrade da Silva, bispo de Nova Iguaçu.